# Konsument (ekonomia)
Konsument (spożywca, łac. consumens) – osoba, która nabywa towary na własny użytek; inaczej – ogniwo występujące na końcu łańcucha ekonomicznego.
Takie rozumienie prezentuje również Sąd Najwyższy w Polsce, który w jednym ze swych orzeczeń określił konsumenta jako spożywcę, nabywcę towarów na własny użytek, użytkownika. Nie istnieje uniwersalna, prawna definicja konsumenta – w polskim prawie pojęcie konsumenta zostało zdefiniowane w kodeksie cywilnym jako "osoba fizyczna dokonująca z przedsiębiorcą czynności prawnej niezwiązanej bezpośrednio z jej działalnością gospodarczą lub zawodową". Na gruncie przepisów Konstytucji RP konsument jest rozumiany jako osoba nabywająca towar na własny użytek.
Konsument jest, obok producenta, podstawowym uczestnikiem rynku. Relacje między tymi dwoma podmiotami są istotą funkcjonowania rynku. Gdy wielkość oferty sprzedaży oferowanej przez producentów przekracza zapotrzebowanie konsumentów mówi się o rynku konsumenckim. Gdy sytuacja jest odwrotna, to znaczy na rynku występują silne niedobory produktów i usług mówi się o rynku producenta. W sytuacji, gdy na rynku dominuje jeden producent, który może dyktować ceny i asortyment towarów mówi się o rynku monopolistycznym. W ekonomii i marketingu konsument jest pojęciem statystycznym, tzn. nie analizuje się konsumentów indywidualnie lecz jako pewien zbiór konsumentów, w którym występują znane tendencje i typowe zachowania.

## Konsumenci jako komunikatywna publiczność rynkowa
Konsumenci w socjologii rozpatrywani są jako komunikatywna publiczność rynkowa. Można ją rozpatrywać w dwóch kategoriach, jako jedną ze stron, z którą komunikuje się przedsiębiorstwo w stosunkach handlowych oraz jak zjawisko ogólnospołeczne.
Komunikatywna publiczność rynkowa to publiczność rynkowa, która za pomocą środków przekazu, tj. czasopism, wystaw, targów i programów konsumenckich prezentuje swoje wymagania wobec producentów. Pojęcie to stworzył i wprowadził Eugen Buβ. Przyjął on dwa założenia, na podstawie których zbudował nowy model rynku. Pierwsze z nich dotyczy integracji i zaufania, które zachodzą na rynku między publicznością rynkową a przedsiębiorstwem. Drugie natomiast związane jest z pełnioną przez przedsiębiorstwo funkcją, która polega na łączeniu się z konsumentami. Według Buβa zachowania producentów i konsumentów objęte są kontrolą o charakterze normatywnym. Uważa on, że „kontrola przekształca się z zasad koordynacji normatywnej instytucji społecznych w zasady strukturalne społecznych zachowań”. Normatywne zasady można sklasyfikować w dwojaki sposób. Jest to z jednej strony system zachowań przedsiębiorstw i publiczności rynkowej, a z drugiej system norm komunikatywnych publiczności rynkowej. System norm składa się z norm publiczności jako materialnych norm zachowania, wartości, interesów, zobowiązań, adresatów komunikatywnej publiczności (przedsiębiorców) oraz publiczności rynkowej (grup klientów o podobnych gustach, upodobaniach).
Model komunikatywnej publiczności rynkowej składa się z następujących elementów:
- system zachowań rynkowych
- system norm rynkowych
- system kontroli.

W modelu tym najważniejsze są stosunki między przedsiębiorcami a klientami. Stosunki te maja charakter zarówno ekonomiczny, jak i socjologiczny, gdyż uczestnicy rynku są niejako zmuszeni do podporządkowania się normom i regułom społecznym. Długość trwania przedsiębiorstwa na rynku zależna jest od decyzji konsumentów. To oni, darząc zaufaniem określone przedsiębiorstwo, wybierają jego produkt i tym samym zapewniają mu osiągnięcie zysku niezbędne do przetrwania i prawidłowego funkcjonowania.
Model komunikatywnej publiczności rynkowej, jako współczesny model rynku, skupia się przede wszystkim na relacjach między rynkiem producentów a rynkiem konsumentów. Porozumiewają się oni dzięki komunikacji społecznej, która pozwala na utrzymanie równowagi na rynku.

## Decyzje konsumenta
- Klasyczna perspektywa ekonomiczna

Teoria wyboru konsumenta
Założenia:
1. Konsument podejmuje decyzje racjonalne.
2. Konsument w swoich decyzjach kieruje się własnym interesem.
3. Spośród koszyków dóbr osiągalnych konsument wybiera koszyk dający mu największą satysfakcję.
4. Przy danym ograniczeniu budżetowym konsument stara się osiągnąć maksymalny możliwy poziom użyteczności.
5. Konsument jest świadomy swoich postaw, motywów i potrzeb oraz ma do nich introspekcyjny dostęp. (Begg, 2007), (Maison, 2004)

Model EKB (Engel-Kollat-Blackwell, 1968) – klasyczny model podejmowania decyzji konsumenckich
Decyzja wyboru i zakupu produktu jest bezpośrednią konsekwencją przejścia konsumenta przez pięć etapów:
1. Rozpoznanie problemu (w konsekwencji wzbudzenie potrzeby konsumenckiej);
2. Poszukiwanie informacji na temat dostępnych możliwości, ich ocena pod względem ważnych dla konsumenta wymiarów, redukcja opcji;
3. Podejmowanie decyzji i wybór jednej, najlepszej opcji;
4. Decyzja o zakupie;
5. Ocena postdecyzyjna, ocena produktu podczas jego użytkowania. (Maison, 2004)

Model wieloaspektowy Fishbeina i Ajzena (1974; Ajzen i Fishbein, 1980) – model wyjaśniający postawy konsumenckie
Postawa wobec obiektu wynika z przekonań osoby na temat cech posiadanych przez obiekt oraz przypisywanej tym cechom wartości. Zakłada się, że konsument wybierze opcję wobec której wykazuje najbardziej pozytywną postawę wyrażającą się najwyższym wskaźnikiem subiektywnej użyteczności (suma cech pomnożonych przez ich ważność). Model ten jest podstawą teoretyczną badania marketingowego U&A (use&attitude). (Maison, 2004)
- Perspektywa psychologiczna

Założenia:
1. Tylko nieliczne wybory konsumenckie są dokonywane świadomie i refleksyjnie, czyli po dokładnej analizie informacji o produkcie.
2. Konsumenci w niewielkim stopniu mają świadomość swoich potrzeb konsumenckich i motywów wyborów oraz postaw i ich źródeł.
3. Bodźce znajdujące się w polu percepcji mogą wzbudzać automatyczne zachowania, bez świadomości źródła tego zachowania i bez świadomości wpływu bodźca na zachowanie.
4. Na decyzje konsumenckie wpływ mają procesy nieświadome, automatyczne, heurystyki. Konsumenci w swoich decyzjach konsumenckich kierują się często nieświadomymi, utajonymi postawami. (Maison, 2004)